# 本間ちひろ
本間 ちひろ（ほんま ちひろ、1978年 - ）は、日本の画家、絵本作家、イラストレーター。日本児童文学者協会元理事。

## 略歴
神奈川県に生まれる。東京学芸大学大学院修了。児童文学および国語教育専攻、與田準一の研究を行う。
2002年詩集『金魚のでんわ』（書肆楽々）で第35回日本児童文学者協会新人賞候補。
2004年詩集『いいねこだった』（書肆楽々）で第37回日本児童文学者協会新人賞。

## 著書
- 『與田準一の戦中と戦後』（高文堂出版社）
- 絵本『おむすびにんじゃのおむすび　ぽん』（リーブル）
- 絵本『おむすびにんじゃのおいしいごはん』（リーブル）
- 訳書『ともだちになろう』（西村書店）
- 訳書『どんなきもち？』（西村書店）